# 3. vonósnégyes (Bartók)
Bartók Béla 1927 szeptemberében írta meg a III. vonósnégyest (Sz. 85, BB 93). Hangzása és formai megoldása egyaránt szokatlan, újszerű és a maga idejében meghökkentő volt. Bartók vonósnégyesei közül ez az a kompozíció, ahol a legélesebb ellentétek csapnak össze, a legkeményebb disszonanciák súrlódnak, mintha a szerző ekkor ütközött volna az őt körülvevő társadalom legridegebb ellenállásába.
A mű négy tételes, a tételek a következők:
1. Prima parte: Moderato
2. Seconda parte: Allegro
3. Recapitulazione della prima parte: Moderato
4. Coda: Allegro molto

Ez a mű a legkomplexebb a bartóki vonósnégyesek közül, igen kevés zenei anyagból építkezik; evvel párhuzamosan a legrövidebb is, kb. 15 perc. A darab harmóniailag és kontrapunkt alkalmazásában is sokkal érdekesebb, mint előbbi vonósnégyesei, ezen felül új technikákat is bevet, úgymint:
- sul ponticello (vonót a fogólap felett kell húzni)
- col legno (a vonó szőre helyett a fáját kell használni)
- glissando (egyik hangról a másikra csúszás)
- ún. Bartók pizzicato (a húrt úgy meg kell pengetni, hogy az pattanjon vissza a fogólapról)

Egy legenda szerint Bartókot Alban Berg Lírai szvitje inspirálta a vonósnégyes írása közben, miután 1927-ben hallotta az 1926-ban bemutatott darabot. Bartók III. vonósnégyese a Musical Society Fund of Philadelphia által kiírt kamarazenei versenyen Alfredo Casaellával megosztva nyerte el az első helyezettnek járó 6.000 dolláros díjat, az ajánlás is a Musical Society Fund of Philadelphia részére szól.
A bemutató 1929. február 19-én volt, ahol a Waldbauer-Kerpely Quartet játszott. Még ugyanebben az évben a művet a Universal Edition jelentette meg.

## Tételek
A tételek kiírása szerint (lásd lejjebb) a harmadik tétel az elsőnek a kisebb variációja, a negyedik tétel pedig a másodiknak az igen szabad variációja kiegészítésekkel beszúrva. Az első tétel viszonylag depressziót sugall, ezzel kontrasztban áll a második tétel népzenei sugallatú táncszerű dallamaival. A tételek attacca követik egymást.

### Prima parte: Moderato
A lassú tétel tematikája egyetlen hangközre, a kvartra épül; a kvart-akkordok jelentős szerepet játszanak a tétel harmóniai konstrukciójában is.

### Seconda parte: Allegro
A gyors tétel tematikája magyar népzenei ihletből származik, egyik változatában azonban a bolgár ritmusok jellegzetes aszimmetrikus képletét mutatja. 

### Recapitulazione della prima parte: Moderato
Az első tételt visszaidéző záradék módosított alakban ismétli meg az eredeti formát…

### Coda: Allegro molto
…majd gyorstempójú kóda fejezi be a művet, amely anyagát a „Seconda parte”-ból meríti.

## Autográf anyagok
- Partitúra-fogalmazvány és vázlatok (a 17. oldalon azonosítatlan vázlat, valószínűleg zongoradarab) (Bartók Péter gyűjteménye: 60FSS1).
- Autográf tisztázat (a Musical Fund Society in Philadelphia-nak ajánlva; University of Pennsylvania, Philadelphia)
- 1928-ban Philadelphiába küldött pályázati példány, Bartók kézírása, illetve két ismeretlen kéz másolata (3–8., 9–14. pp.) (University of Pennsylvania, Philadelphia)
- Az autográf tisztázat fotokópiája Bartók kézírásos kiegészítéseivel, az Universal Edition 9597 zsebpartitúra elsőkiadás (1929) metszőpéldánya (Bartók Péter gyűjteménye: 60FSFC1)
- Szólamok: másoló írása Bartók javításaival (és muzsikus-bejegyzésekkel), az UE 9598 szólamkiadás (1929) metszőpéldánya (WSLB MHc14297)